# 20/20
『20/20』（トゥェンティ・トゥェンティ）は、ザ・ビーチ・ボーイズが1969年に発表したアルバム。

## 概要
本作はキャピトル・レコードからリリースされた最後のオリジナル・アルバムである。新曲と2曲の『スマイル』用作品からなる本作は、翌年の『サンフラワー』へとつながるリハーサル的作品と見ることができる。タイトルの意味はアメリカ式の視力単位で、日本でいう1.0に相当する。
ジャケット写真はブライアン・ウィルソン以外の5人の写真である。ジャケットを開くと、視力検査表の陰に隠れたブライアンの写真が現れる。あたかも本作に関わるブライアンの役割を示したかのように、ブライアン以外のメンバーの個性が表に出た作品となった。
本作収録前に、デニス・ウィルソンはチャールズ・マンソンに対する支援を行った。デニスはマンソンから「Cease to Exist」という曲の権利を100,000ドルで買い取り、本作に収録しようとした。結局は歌詞が変えられ「Never Learn Not to Love」として発表されたが、曲を気に入っていたマンソンはそのことに不満を示し、デニスに対し報復を示唆した。マンソンはその後シャロン・テートを殺害した罪で逮捕されたが、事件が明るみに出た後、ビーチ・ボーイズのメンバーは恐怖した。

## 曲目
Side 1
1. 恋のリバイバル - Do it Again (Brian Wilson/ Mike Love) - 2:25
2. アイ・キャン・ヒア・ミュージック - I Can Hear Music (Jeff Barry / Ellie Greenwich / Phil Spector) - 2:36
3. 青空のブルーバード - Bluebirds over the Mountain (Ersel Hickey) - 2:51
4. ビー・ウィズ・ミー - Be with Me (Dennis Wilson) - 3:08
5. オール・アイ・ウォント・トゥ・ドゥ - All I Want to Do (Dennis Wilson / Steve Kalinich) - 2:02
6. ザ・ニアレスト・ファーラウェイ・プレイス - The Nearest Faraway Place (Bruce Johnston) - 2:39

Side 2
1. コットン・フィールズ - Cotton Fields (The Cotton Song) (Huddie Ledbetter) - 2:21
2. アイ・ウェント・トゥ・スリープ - I Went to Sleep (Brian Wilson / Carl Wilson) - 1:36
3. タイム・トゥ・ゲット・アローン - Time to Get Alone (Brian Wilson) - 2:40
4. ネヴァー・ラーン・ノット・トゥ・ラヴ - Never Learn Not to Love (Dennis Wilson) - 2:31
5. アワ・プレイヤー - Our Prayer (Brian Wilson) - 1:07
6. キャビネッセンス - Cabinessence (Brian Wilson / Van Dyke Parks) - 3:34

### 2001年再発盤ボーナス・トラック
1. ブレイク・アウェイ - Break Away (Brian Wilson / Reggie Dunbar)
2. セレブレイト・ザ・ニュース - Celebrate The News (Dennis Wilson / Gregg Jakobson)
3. ウィアー・トゥゲザー・アゲイン - We're Together Again (Ron Wilson)
4. ウォーク・オン・バイ - Walk On By (Burt Bacharach / Hal David)
5. オールド・フォークス・アット・ホーム～オール・マン・リヴァー - "Old Folks at Home/Ol' Man River (Stephen Foster / Jerome Kern / Oscar Hammerstein II)